# Ундзен (вулкан)
Ундзен (яп. 雲仙岳 Ундзэн-дакэ)  — вулканическая группа на японском острове Кюсю.
Вулкан расположен на полуострове Симабара в юго-западной части острова. Высота — 1483 м. В настоящее время вулкан считается слабо активным.
Вулканическая активность регистрируется с 1663 года. С тех пор вулкан неоднократно извергался.
Извержение вулкана Ундзэн в 1792 году входит в пятерку самых разрушительных извержений в истории человечества по количеству человеческих жертв. Возникло вулканогенное цунами высотой до 55 м, жертвами которого стали более 15 000 чел.. Во время извержения в 1991 году 43 человека (среди них учёные и журналисты)  погибли в пирокластическом потоке вулкана.